# Brigitte Fontaine (album)
Albums de Brigitte Fontaine
12 chansons d'avant le déluge
(1971) Je ne connais pas cet homme
(1973)
Brigitte Fontaine est le quatrième album de Brigitte Fontaine, publié en 1972 par Saravah, avec la participation de Julie Dassin, Areski Belkacem, Jacques Higelin et Olivier Bloch-Lainé.
Cet album poursuit la veine expérimentale de Comme à la radio, à travers des textes poétiques, surréalistes ou absurdes (« Premier juillet », « Le dragon », « Eros »).
D'autres chansons révèlent des préoccupations politiques et un certain engagement, mais comme vus d'un autre monde. « Moi aussi » évoque les humiliations et les souffrances des femmes et des immigrés. Dans « L'auberge », Brigitte Fontaine chante des slogans révolutionnaires et communistes sur fond de violoncelle et d'orgue, ce qui s'écarte fortement des pratiques militantes plus conventionnelles des années 1970 et flirte avec la dérision désabusée.
« Où vas-tu petit garçon » rend compte des peurs d'un enfant qui assimile l'école à un abattoir, comme en clin d'oeil au What did you learn in school today de Tom Paxton, mais sur un tempo choisi sinistre. Le thème de la torture et de la cruauté court à travers l'album, laissant aussi planer l'ombre de la folie (« Marcelle »).
Longtemps introuvable en dehors du commerce des 33 tours d'occasion, l'album a été réédité en 2002 sur CD. La réédition diffère de l'original en ce que « Merry go round » y est remplacée par une version alternative de « L'éternel retour », chanson initialement publiée sur le LP de 1980 Les églantines sont peut-être formidables.

## Liste des titres
| No  | Titre                          | Auteur                                            | Durée |
| --- | ------------------------------ | ------------------------------------------------- | ----- |
| 1.  | Brigitte                       | Brigitte Fontaine-Olivier Bloch-Lainé             |       |
| 1b. | - Pour le patron (titre caché) |                                                   |       |
| 2.  | Moi aussi                      | Brigitte Fontaine-Areski                          |       |
| 2b. | - Famille (titre caché)        |                                                   |       |
| 3.  | L'auberge                      | Brigitte Fontaine-Jean-Charles Capon              |       |
| 4.  | Premier juillet                | Brigitte Fontaine                                 |       |
| 5.  | Le dragon                      | Brigitte Fontaine-Areski                          |       |
| 6.  | Vingt secondes                 | Brigitte Fontaine-Julie Dassin                    |       |
| 7.  | Eros (Guitare : Higelin)       | Brigitte Fontaine-Areski                          |       |
| 8.  | Une minute cinquante-cinq      | Brigitte Fontaine-Julie Dassin                    |       |
| 9.  | Où vas-tu petit garçon         | Brigitte Fontaine-Daniel Vallancien-Philippe Maté |       |
| 10. | Marcelle                       | Brigitte Fontaine-Julie Dassin                    |       |
| 11. | Merry go round                 | Brigitte Fontaine-Daniel Vallancien               |       |